# Хелмут Лоти
Хелмут Лоти (на нидерландски: Helmut Lotti) е белгийски поп певец и автор на песни.
Той е роден на 22 октомври 1969 година в Гент. Започва музикалната си кариера в края на 80-те години като имитатор на Елвис Пресли. През следващите години става популярен, смесвайки поп музика с класическа музика и народна музика от различни страни.